# Brachycoryna
Brachycoryna is een geslacht van kevers uit de familie bladkevers (Chrysomelidae).
De wetenschappelijke naam van het geslacht werd in 1844 gepubliceerd door Félix Édouard Guérin-Méneville.

## Soorten
- Brachycoryna dolorosa (Van Dyke, 1925)
- Brachycoryna hardyi (Crotch, 1874)
- Brachycoryna longula (Weise, 1907)
- Brachycoryna melsheimeri (Crotch, 1873)
- Brachycoryna montana (Horn, 1883)
- Brachycoryna notaticeps Pic, 1928
- Brachycoryna pumila (Guérin-Méneville, 1844)